# اسنایدویل (یوتا)
اسنایدویل (به انگلیسی: Snyderville) یک منطقهٔ مسکونی در ایالات متحده آمریکا است که در شهرستان سامیت، یوتا واقع شده‌است. اسنایدویل ۲۸٫۳ کیلومتر مربع مساحت و ۳٬۶۳۶ نفر جمعیت دارد.